# Jungfrau-Marathon
Der Jungfrau-Marathon ist ein Marathon, der seit 1993 jedes Jahr Anfang September im Berner Oberland stattfindet. Er ist einer der bekanntesten Bergmarathons der Welt und wird vom Verein Jungfrau-Marathon organisiert. Dieser Laufwettbewerb ist bekannt für die Landschaft, in welcher er stattfindet, und für seine 1953 Höhenmeter Aufstieg.

## Geschichte des Jungfrau-Marathons

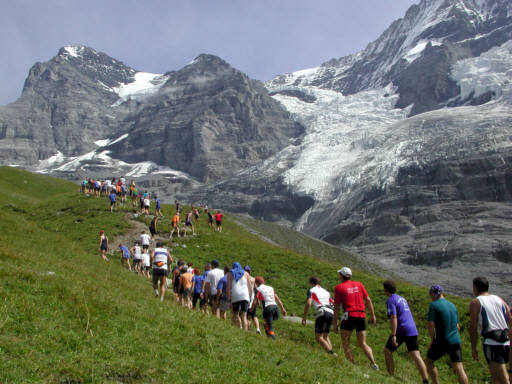
Jungfrau-Marathon 2004 bei Kilometer 40 kurz vor der Moräne

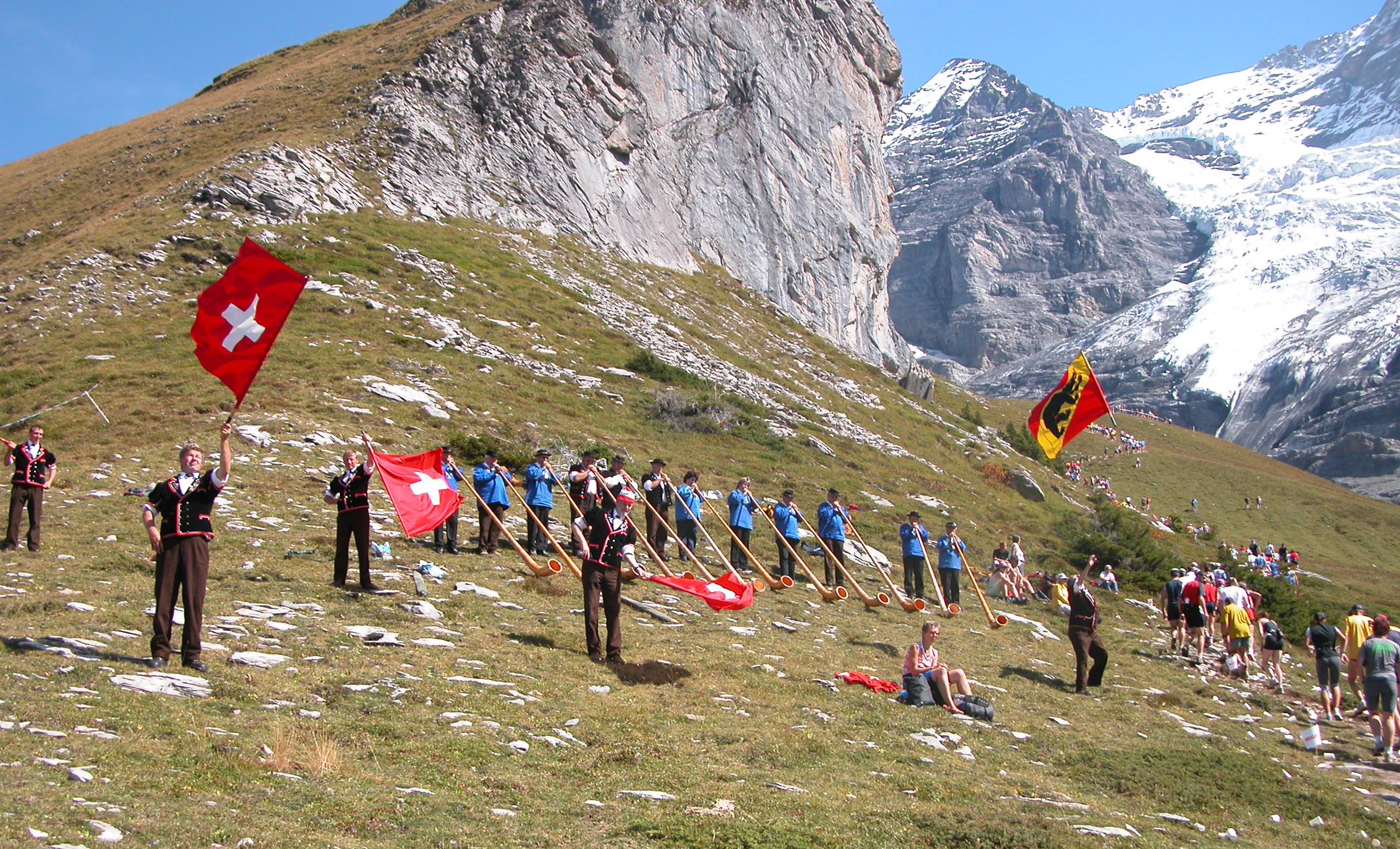
Stimmung mit Alphornbläsern und Fahnenschwingern

Nachdem der Swiss Alpine Marathon 1986 ins Leben gerufen wurde, war die Zeit reif für einen Marathon mit Ziel auf einem alpinen Gipfel. Der Jungfrau-Marathon war in den Alpen der erste Lauf dieser Art über 42,195 km, auch wenn er nur etwa die halbe Höhe des Jungfrau-Gipfels erreicht. Schon bei der Premiere erreichten über 1500 Läufer das Ziel. Erste Siegerin wurde Birgit Lennartz aus Deutschland mit einer Zeit von 3:30:00. Bei den Herren verfehlte der Schweizer Jörg Hägler mit 3:00:05 nur knapp eine Zeit unter drei Stunden. In den späteren Jahren reihten sich in den Siegerlisten bekannte Läufer wie Marco Kaminski, Franziska Rochat-Moser, Tesfaye Eticha, Jonathan Wyatt, Emebet Abossa und viele weitere ein.
1998 verliehen die beiden amerikanischen Autoren Dennis Craythorn und Rich Hanna in ihrem Buch The ultimate guide to international marathons dem Jungfrau-Marathon das Prädikat „schönster Marathon der Welt“. Auch das trug dazu bei, den Lauf so bekannt und begehrt zu machen, dass viele Läufer keinen Startplatz bekamen, da die Veranstalter die Anzahl der Startplätze zuerst auf 3000 und später auf 3500 begrenzten, um die Umwelt zu schonen.
Zum 10. Lauf im Jahr 2002 wurde daher der Lauf an zwei Tagen veranstaltet, so dass 5260 Läufer das Ziel erreichen konnten. Im Jahr darauf brach der Neuseeländer Jonathan Wyatt den alten Streckenrekord des Äthiopiers Tesfaye Eticha von 2:53:28 mit der neuen Bestzeit von 2:49:01,6. In den Jahren 2005 und 2006 konnte Tesfaye Eticha wieder das Rennen für sich entscheiden.
Im Jahr 2007 wurden bei diesem Lauf die 4. Berglauf-Weltmeisterschaften auf der Langdistanz ausgetragen, die Jonathan Wyatt vor den beiden Italienern Hermann Achmüller und Gerd Frick für sich entscheiden konnte. Bei den Damen wurde die Norwegerin Anita Håkenstad Evertsen Weltmeisterin vor den beiden Russinnen Jelena Kaledina und Schanna Malkowa; Anja Carlsohn aus Deutschland wurde knapp geschlagen Vierte.

Beim 20. Jungfrau-Marathon vom 7. bis 9. September 2012 (wegen des Jubiläums wurde der Marathon erneut an zwei Tagen veranstaltet) wurden hier erneut die Weltmeisterschaften ausgetragen. Die US-Amerikanerin Stevie Kremer sowie der Österreicher Markus Hohenwarter holten sich den Tagessieg und damit den Weltmeistertitel auf der Langdistanz Berglauf.

## Streckenführung
Der Start erfolgt in Interlaken (565 m ü. M.), und der Lauf endet seit 2021 bei der Station Eigergletscher auf 2320 m ü. M. vor dem Dreigestirn der weltbekannten Berge des Jungfraumassivs: Eiger, Mönch und Jungfrau. Dabei sind 1953 Höhenmeter zu überwinden.

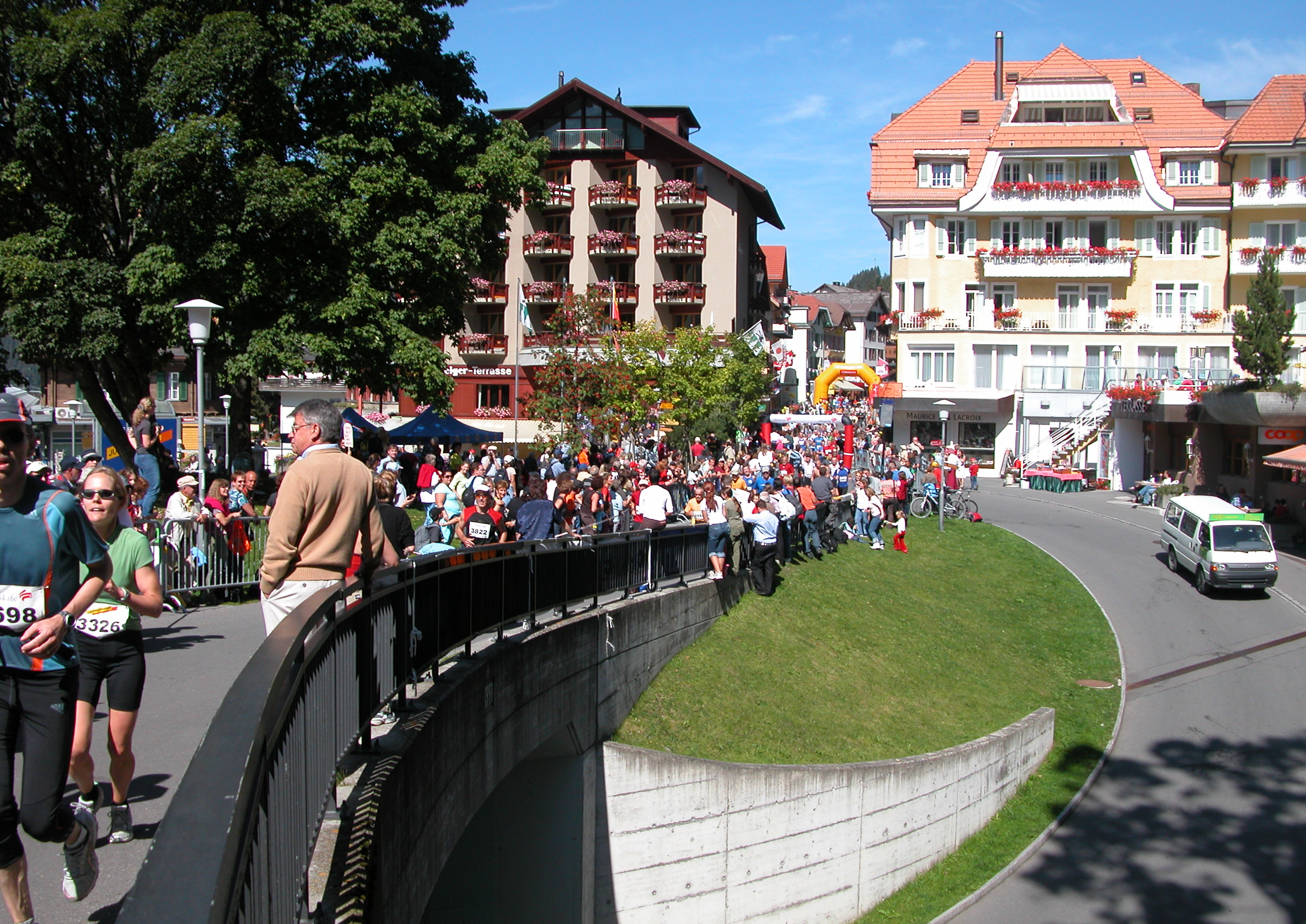
Zuschauer in Wengen

Nach dem Start neben dem Grandhotel Victoria-Jungfrau drehen die Läufer zuerst eine kurze Runde durch Interlaken. Die bis Kilometer 10 sehr flache Strecke führt die Läufer über Bönigen nach Wilderswil. Nun sind die ersten 100 Höhenmeter zu überwinden. Dabei verläuft der Weg durch die Ortschaften Gsteigwiler und Zweilütschinen. Nach flacheren Streckenabschnitten geht es die letzten Kilometer bis Lauterbrunnen bei Kilometer 20 steiler bergauf.
Kurz hinter der Halbmarathon-Marke sind erst etwa 300 Höhenmeter überwunden.

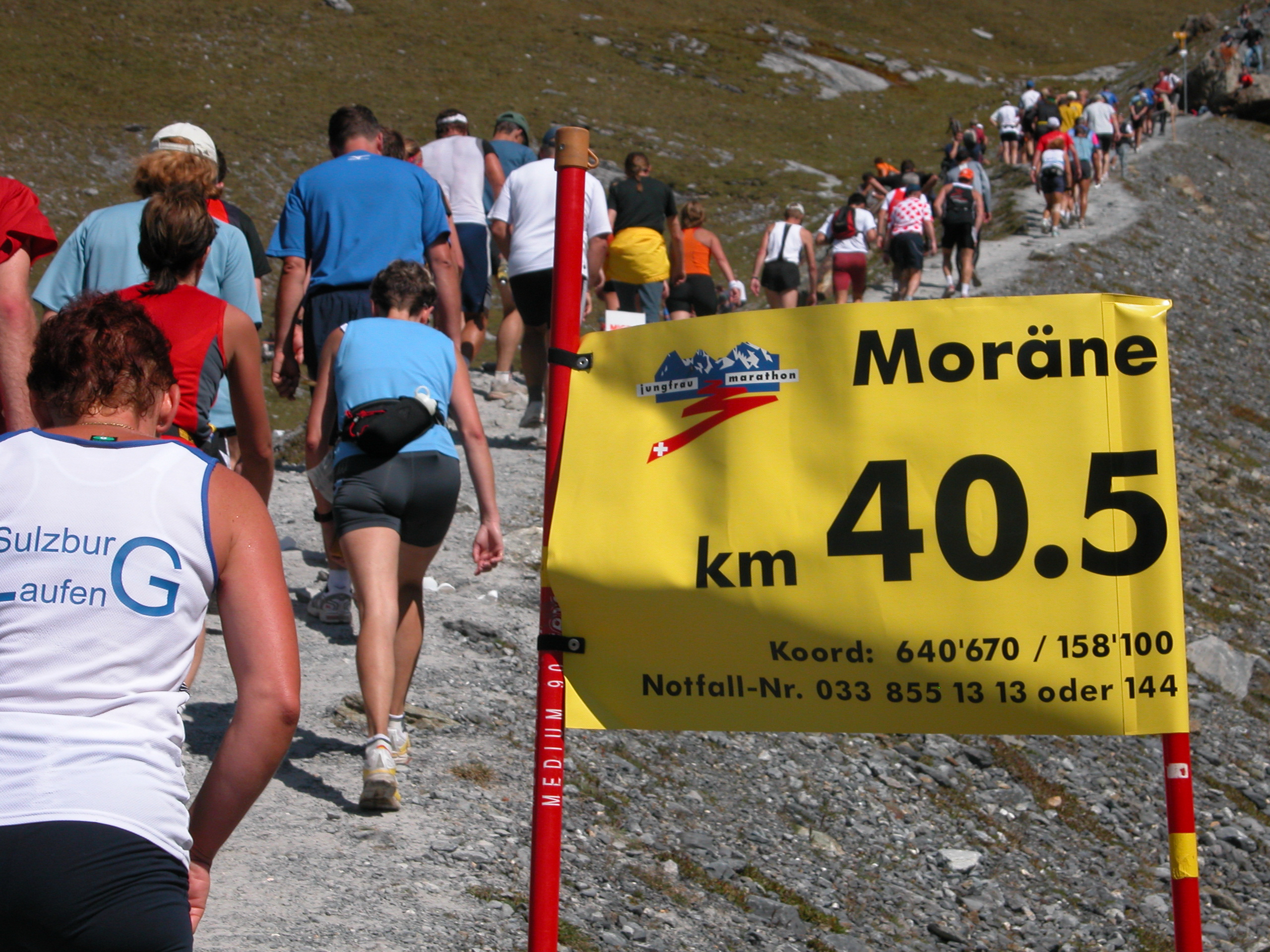
Moräne

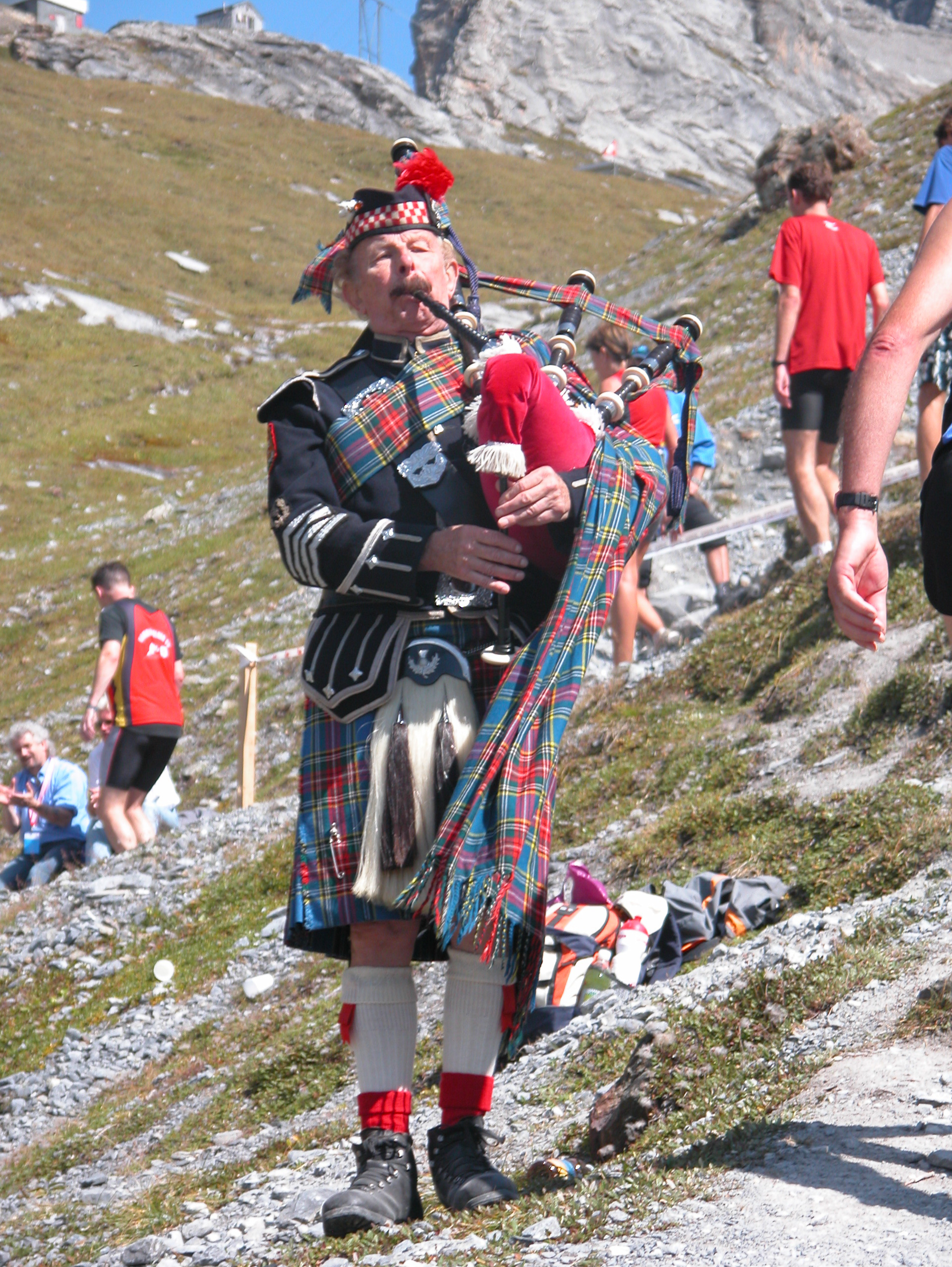
Der Dudelsackspieler an der höchsten Stelle (2006)

Nach einem etwas abwärts gehenden Streckenabschnitt, stehen die Läufer bei Kilometer 25 vor der „Wand“, dem steilen Anstieg nach Wengen, bei dem 500 Höhenmeter zu überwinden sind; nach 31 Kilometern wird Wengen erreicht. Weitere 600 Höhenmeter sind bis zur Wengernalp zu bewältigen. Die Läufer erhalten dabei einen Blick auf die umliegende Berglandschaft und bei schönem Wetter reicht die Sicht auf die Berge und Gletscher des Jungfraumassivs.
Die letzten 400 Höhenmeter geht es auf einem Bergpfad hinauf, über den sich die Läufer wie auf einer Perlschnur aufgereiht auf dem Grat der Moräne des Eigergletschers hocharbeiten, bis sie bei der Locherflue den Kulminationspunkt der Strecke erreichen. Bis vor seinem Todesjahr 2010 spielte dort Roman Käslin auf einem Dudelsack den Läufern schottische Melodien vor. Diese Tradition führt nun Seppli Rast fort.
Seit 2021 ist das Ziel die Station Eigergletscher auf 2320 m ü. M., zuvor ging es den letzten Kilometer bis zum Ziel bergab zur Kleinen Scheidegg. Der Start zum Marathon erfolgt im Zentrum von Interlaken, einzig im Corona-Jahr 2021 musste der Start aus logistischen Gründen auf den Flugplatz Interlaken verschoben werden.

## Statistik

### Streckenrekorde
- Männer: 2:49:02, Jonathan Wyatt (NZL), 2003
- Frauen: 3:12:56, Maude Mathys (SUI), 2017

### Finisher 2018
- 4124 Marathonläufer im Ziel (3089 Männer und 1035 Frauen).

### Siegerliste
| Datum           | Männer                 | Nation                 | Zeit      | Frauen                   | Nation             | Zeit      |
| --------------- | ---------------------- | ---------------------- | --------- | ------------------------ | ------------------ | --------- |
| 7. Sep. 2024    | Vitaly Shafar -2-      | Ukraine                | 3:04:10,8 | Susanna Saapunki         | Finnland           | 3:29.17,4 |
| 9. Sep. 2023    | Vitaly Shafar          | Ukraine                | 3:04:32,8 | Theres Leboeuf           | Schweiz            | 3:40.43,3 |
| 10. Sep. 2022   | Elhousine Elazzaoui    | Marokko                | 3:00.49   | Laura Hottenrott -2-     | Deutschland        | 3:22:57,6 |
| 11. Sep. 2021   | Jose David Cardona -2- | Kolumbien              | 3:05:01,8 | Laura Hottenrott         | Deutschland        | 3:27:30,5 |
| 7. Sep. 2019    | Robbie Simpson -3-     | Vereinigtes Königreich | 2:59:29   | Simone Troxler           | Schweiz            | 3:36:13   |
| 8. Sep. 2018    | Robbie Simpson -2-     | Vereinigtes Königreich | 2:56:31,0 | Martina Strähl -2-       | Schweiz            | 3:14:36,4 |
| 9. Sep. 2017    | José David Cardona     | Kolumbien              | 2:56:20,7 | Maude Mathys             | Schweiz            | 3:12:56   |
| 10. Sep. 2016   | Robbie Simpson         | Vereinigtes Königreich | 3:01:57   | Martina Strähl           | Schweiz            | 3:19:15,2 |
| 12. Sep. 2015   | Mustafa Shaban         | Bulgarien              | 3:02:36,8 | Aline Camboulives -3-    | Frankreich         | 3:28:43,2 |
| 13. Sep. 2014   | Paul Michieka          | Kenia                  | 3:01:57   | Aline Camboulives -2-    | Frankreich         | 3:27:20   |
| 14. Sep. 2013   | Geoffrey Ndungu        | Kenia                  | 2:50:28   | Andrea Mayr              | Österreich         | 3:20:20   |
| 8. Sep. 2012    | Markus Hohenwarter -2- | Österreich             | 2:59:42   | Stevie Kremer            | Vereinigte Staaten | 3:22:43   |
| 10. Sep. 2011   | Markus Hohenwarter     | Österreich             | 3:01:52,0 | Aline Camboulives        | Frankreich         | 3:20:55,8 |
| 11. Sep. 2010   | Marco De Gasperi       | Italien                | 2:56:42,6 | Simona Staicu -3-        | Ungarn             | 3:33:45,9 |
| 5. Sep. 2009    | Jonathan Wyatt -3-     | Neuseeland             | 2:58:33,4 | Claudia Landolt          | Schweiz            | 3:34:24,4 |
| 6. Sep. 2008    | Hermann Achmüller      | Italien                | 3:03:18,6 | Simona Staicu -2-        | Ungarn             | 3:39:05,5 |
| 8. Sep. 2007    | Jonathan Wyatt -2-     | Neuseeland             | 2:55:32,1 | Anita Håkenstad Evertsen | Norwegen           | 3:23:05,5 |
| 9. Sep. 2006    | Tesfaye Eticha -4-     | Äthiopien              | 2:59:34,3 | Simona Staicu            | Ungarn             | 3:24:25,8 |
| 10. Sep. 2005   | Tesfaye Eticha -3-     | Äthiopien              | 2:59:21,8 | Emebet Abossa -3-        | Äthiopien          | 3:29:15,2 |
| 11. Sep. 2004   | Tesfaye Eticha -2-     | Äthiopien              | 2:59:30,9 | Emebet Abossa -2-        | Äthiopien          | 3:23:11,4 |
| 6. Sep. 2003    | Jonathan Wyatt         | Neuseeland             | 2:49:01,6 | Emebet Abossa            | Äthiopien          | 3:21:46,1 |
| 6./7. Sep. 2002 | Tesfaye Eticha         | Äthiopien              | 2:53:28,5 | Chantal Dällenbach       | Frankreich         | 3:25:18,1 |
| 1. Sep. 2001    | Chaham El Maati        | Marokko                | 2:56:36,6 | Marie-Luce Romanens      | Schweiz            | 3:21:03,2 |
| 2. Sep. 2000    | Sergei Kaledin         | Russland               | 2:59:33,8 | Swetlana Netschajewa -2- | Russland           | 3:22:04,6 |
| 4. Sep. 1999    | Marco Kaminski -5-     | Schweiz                | 2:54:34,4 | Swetlana Netschajewa     | Russland           | 3:23:38,6 |
| 5. Sep. 1998    | Petr Kadlec            | Tschechien             | 2:59:03,5 | Irina Kazakova           | Frankreich         | 3:23:53,6 |
| 6. Sep. 1997    | Marco Kaminski -4-     | Schweiz                | 2:58:43,2 | Franziska Rochat-Moser   | Schweiz            | 3:22:49,5 |
| 7. Sep. 1996    | Marco Kaminski -3-     | Schweiz                | 2:55:07,9 | Isabella Moretti         | Schweiz            | 3:27:57,6 |
| 9. Sep. 1995    | Marco Kaminski -2-     | Schweiz                | 3:00:19   | Sibylle Blersch          | Schweiz            | 3:28:46   |
| 24. Sep. 1994   | Marco Kaminski         | Schweiz                | 3:02:05   | Fabiola Rueda-Oppliger   | Schweiz            | 3:34:01   |
| 25. Sep. 1993   | Jörg Hägler            | Schweiz                | 3:00:05   | Birgit Lennartz          | Deutschland        | 3:30:00   |

### Entwicklung der Finisherzahlen
| Jahr | Marathon  | davon Frauen |
| ---- | --------- | ------------ |
| 2021 | 2900      | 678          |
| 2019 | 3716      | 867          |
| 2018 | 4124      | 1035         |
| 2012 | 3245 3071 | 1362 86      |
| 2011 | 3816      | 765          |
| 2010 | 3778      | 728          |
| 2009 | 3972      | 778          |
| 2008 | 3762      | 686          |
| 2007 | 4063      | 772          |
| 2006 | 3650      | 653          |
| 2005 | 3644      | 648          |
| 2004 | 2571      | 578          |
| 2003 | 3280      | 525          |
| 2002 | 2810 2450 | 582 232      |
| 2001 | 3120      | 413          |
| 2000 | 3100      | 410          |
| 1999 | 2766      | 340          |
| 1998 | 2518      |              |
| 1997 | 2387      |              |
| 1996 | 1909      |              |
| 1995 | 1531      |              |
| 1994 | 1477      |              |
| 1993 | 1531      |              |

## Rahmenprogramm
Im Rahmen des Jungfrau-Marathons wird ein Rahmenprogramm veranstaltet.
Von 2004 bis 2017 wurde jeweils die Jungfrau-Meile ausgetragen, ein Einladungsrennen für Spitzenläufer und anfangs Teil des Post-Cups auf einem flachen Strassenrundkurs von einer Meile (1609 m). Heute werden die Freitagsrennen, eine Reihe von Wettbewerben über verschiedene Distanzen und für verschiedene Altersklassen durchgeführt. Zudem findet jeweils ein Rennen für Parasportler statt, das im Jahr 2018 zum zehnten Mal ausgetragen wurde.

## Öffentlicher Verkehr
Alle Teilnehmer können mit der Bahn innerhalb der Schweiz ("von ihrem Wohnort") zum Start anreisen und – mit der Startnummer – auch die Bahn bis zu Bahnhof Kleine Scheidegg nächst dem Ziel nutzen.